# Lycianthes moziniana
Lycianthes moziniana är en potatisväxtart som först beskrevs av Michel Félix Dunal, och fick sitt nu gällande namn av Friedrich August Georg Bitter. Lycianthes moziniana ingår i Himmelsögonsläktet som ingår i familjen potatisväxter.

## Underarter
Arten delas in i följande underarter:
- L. m. andrieuxi
- L. m. margaretiana
- L. m. oaxacana